# 358376 Gwyn
358376 Gwyn este o planetă minoră (asteroid) din centura de asteroizi. A fost descoperită pe 13 decembrie 2006 la Mauna Kea de David D. Balam. 
Obiectul prezintă o orbită caracterizată de o semiaxă mare de 3,1188537029175 UAi, o excentricitate de 0,08, o înclinație de 18,9 ° în raport cu ecliptica.